# ملكة جمال الولايات المتحدة الأمريكية 1995
ملكة جمال الولايات المتحدة الأمريكية 1995 (بالإنجليزية: Miss USA 1995)‏ هي مسابقة ملكة جمال الولايات المتحدة الأمريكية الرابعة والأربعين في تاريخ مسابقة ملكة جمال الولايات المتحدة الأمريكية، منذ انطلاقتها عام 1952، عقدت في ساوث بادري آيلاند، تكساس في 10 فبراير 1995. في نهاية الحدث توجت تشيلسي سميث من تكساس من قبل حامل اللقب السابقة لو باركر من كارولاينا الجنوبية. أصبحت سميث حاملة اللقب السابعة في تكساس، وأول ملكة جمال تكساس، وملكة جمال الولايات المتحدة تفوز بجائزة ملكة جمال اللطافة، وثالث ملكة جمال تتوج بمسابقة ملكة جمال الولايات المتحدة الأمريكية من أصل أفريقي، بعد كارول جيست (1990) و كينيا مور (1993) و كذلك ملكة جمال الولايات المتحدة الأمريكية من تكساس تفوز بلقب ملكة جمال الكون.
بعد أن توجت سميث بمسابقة ملكة جمال الكون لعام 1995 ، حصلت الوصيفة الأولى شانا موكلر على لقب ملكة جمال الولايات المتحدة الأمريكية.

## النتائج

### المراكز النهائية
| النتائج النهائية                          | اسم المتنافسة |
| ----------------------------------------- | --- |
| ملكة جمال الولايات المتحدة الأمريكية 1995 | - تكساس - تشيلسي سميث ∞† |
| الوصيفة الأولى                            | - نيويورك - شانا موكلر ∞ |
| الوصيفة الثانية                           | - إلينوي - نيكول هولمز |

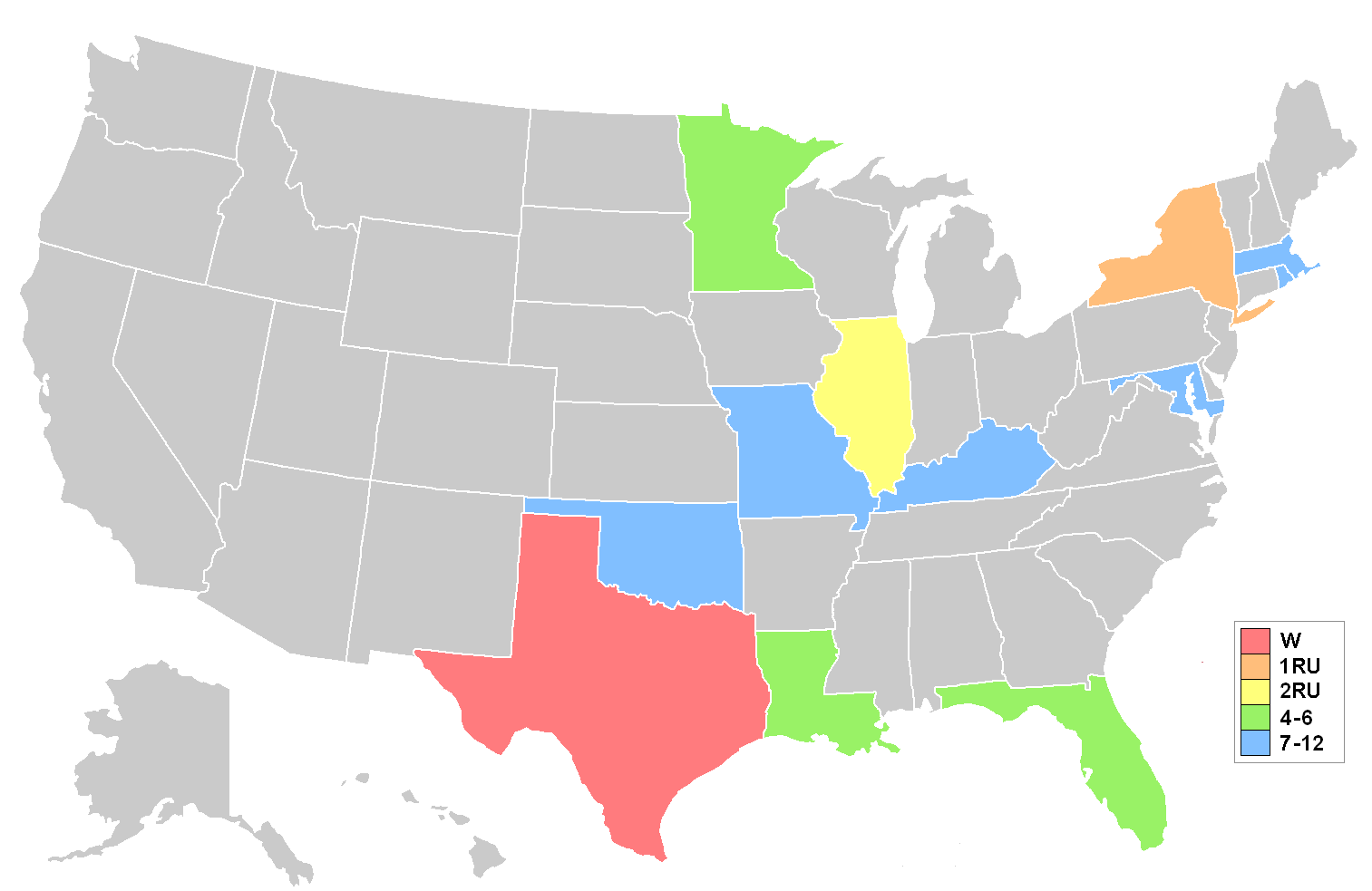
خريطة توضح المواضع حسب الولاية

| أفضل 6                                    | - فلوريدا - شانون ديبوي - مينيسوتا - أنجيليك دي ميزون - لويزيانا - إليزابيث كوكس                                                                                |
| أفضل 12                                   | - أوكلاهوما - دو شارمي كارتر - كنتاكي - ميتزي جونز - ميزوري - بريت باول - رود آيلاند - جنيفر أوبين - ماريلاند - جينيفر ويلويت - ماساتشوستس - كريستين ماستروياني |

∞ سميث فازت بلقب ملكة جمال الكون عام 1995. بسبب البروتوكول، استقالت سميث عن لقبها باعتبارها ملكة جمال الولايات المتحدة الأمريكية عام 1995. وحلّت شانا موكلر الوصيفة الأولى، محلها كملكة جمال الولايات المتحدة الأمريكية.

### جوائز خاصة
| جائزة                   | متنافسة                 |
| ----------------------- | ----------------------- |
| ملكة جمال اللطافة       | - تكساس - تشيلسي سميث   |
| ملكة جمال الجاذبية      | - إلينوي - نيكول هولمز  |
| جائزة الاسلوب           | - هاواي - لين فيسنيفسكي |
| الأفضل في ملابس السباحة | - تكساس - تشيلسي سميث   |

## المتسابقات
| - ألاباما - آنا مينجوس - ألاسكا - تيريزا ليندلي - أريزونا - شارا ريجز - أركنساس - كريستين بيتيس - كاليفورنيا - ديانا أفيلا - كولورادو - إميلي ويكس - كونيتيكت - تريسي براينت - ديلاوير - نيكول غاريس - مقاطعة كولومبيا - مارسي أندروز - فلوريدا - شانون ديبوي - جورجيا - بوليت شير - هاواي - لين فيسنفسكي - أيداهو - ايمي تولزمان - إلينوي - نيكول هولمز - إنديانا - هيذر هارت - آيوا - أنجيلا هيرن - كانساس - ديبورا دالتون - كنتاكي - ميتزي جونز - لويزيانا - إليزابيث كوكس - مين - كيري مالينوفسكي - ماريلند - جينيفر ويلهويت - ماساتشوستس - كريستين ماستروياني - ميشيغان - كيشا أيشلبرغر - مينيسوتا - أنجيليك دي ميزون - مسيسيبي - جيل تولوس - ميزوري - بريت باول | - مونتانا - أنجيلا جانيش - نبراسكا - شانديل بيكوك - نيفادا - بروك هاموند - نيوهامبشير - فاليري جوسلين - نيوجيرسي - كريستي بيتنر - نيومكسيكو - جاكلين غريس - نيويورك - شانا موكلر - كارولاينا الشمالية - ميشيل موني - داكوتا الشمالية - جان ستالمو - أوهايو - جوليا هيوز - أوكلاهوما - دو شارمي كارتر - أوريغون - كاري غروف - بنسيلفانيا - ستيفاني فلات - رود آيلاند - جينيفر أوبين - كارولاينا الجنوبية - دانييل كورلي - داكوتا الجنوبية - جيني شوبك - تينيسي - لي آن هيوي - تكساس - تشيلسي سميث - يوتا - ميلاني ميتون - فيرمونت - جينيفر كازولت - فرجينيا - سوزان روبنسون - واشنطن - تيريزا كوكس - فيرجينيا الغربية - تريسي هولكومب - ويسكونسن - تانا جيزلر - وايومنغ - سوزان شافير |

## روابط خارجية
- موقع ملكة جمال الولايات المتحدة الأمريكية الرسمي